# Camino a Guantánamo
Camino a Guantánamo es un documental británico del año 2006. El docudrama escrito y dirigido por Michael Winterbottom y Mat Whitecross trata el suceso acaecido a tres ciudadanos británicos (The 'Tipton Three'), que fueron capturados en 2001 en Afganistán y posteriormente detenidos por el ejército de los Estados Unidos para posteriormente ser encarcelados en la prisión de Guantánamo. Pasaron más de dos años en el campo de detención de la Base Naval de la Bahía de Guantánamo, Cuba. El documental se estrenó en la Berlinale el 14 de febrero de 2006 y se exhibió por primera vez en el Reino Unido en el Channel 4 el 9 de marzo de 2006.
Como peculiaridad cabe destacar que fue la primera obra que se estrenó simultáneamente en cines, en DVD y en Internet justo al día siguiente de su primera exhibición pública.
En términos generales el documental tuvo una buena aceptación. El director Michael Winterbottom ganó el Oso de Plata al Mejor Director en la edición número 56 del Festival Internacional de Cine de Berlín. La obra también ganó el Premio Espíritu Independiente a la Mejor Película Documental en el Festival de Cine de Sundance. El periódico británico The Times criticó a Winterbottom por asumir como ciertas las razones declaradas de los protagonistas del documental para ir a Afganistán conociendo el contexto convulso y de peligro que se dio después de los ataques del 11 de septiembre en los Estados Unidos. Dicha crítica se basa en que ya era conocido que el territorio al que viajaron los protagonistas estaba bajo dominio de la organización paramilitar yihadista Al Qaeda y los Talibanes.

## Sinopsis
El tipton three son los protagonistas de este documental que retrata el calvario que sufrieron los tres jóvenes británicos de ascendencia paquistaní y bangladeshí; Ruhal Ahmed, Asif Iqbal y Shafiq Rasul.
El viaje de estos jóvenes tiene lugar pocos días antes de los ataques terroristas del 11 de septiembre en los Estados Unidos, para asistir a una boda de un amigo suyo. Durante el viaje decidieron viajar a Afganistán para ver lo que estaba sucediendo en aquel lugar.
El documental consiste en mezclar entrevistas de los tres hombres con imágenes de archivo reales de aquella época, para dar un relato con mayor dramatismo y fuerza. Ruhal, Asif y Shafiq, viajaron en camioneta hasta la capital y en medio de la confusa situación del país se adentran hacia el norte llegando a primera línea del conflicto, allí permanecen hasta que los talibanes se rinden a la Alianza del Norte y son detenidos junto con los combatientes.  
Tras haber sido encarcelados se tuvieron que enfrentar a duros interrogatorios donde se descubrió que eran ciudadanos británicos. Al no poseer ninguna documentación que lo acredite, su custodia fue trasferida al ejército de los Estados Unidos donde sufrieron interrogatorios violentos regularmente.
Después de ser clasificados como combatientes enemigos por el ejército de EE. UU, son llevados a la Bahía de Guantánamo, Cuba, donde permanecieron prisioneros durante 2 años en confinamiento aislado y sin representación ni cargos legales.
Durante su encarcelamiento, vivieron torturas regulares para lograr que confesaran que eran participantes de Al Qaeda tanto por parte del ejército como la CIA, quienes violaban cualquiera de los Convenios de Ginebra.
El documental finaliza con la liberación de los tres amigos en 2004, quienes regresan a Inglaterra y poco después vuelven a Pakistán para la boda a la que en un principio pensaban acudir.

## Reparto
| Actores        | Personajes               |
| -------------- | ------------------------ |
| Riz Ahmed      | Shafiq                   |
| Waqar Siddiqui | Monir                    |
| Farhad Harun   | Ruhel                    |
| Afran Usman    | Asif Iqbal               |
| Mark Holden    | Interrogador en Kandahar |

## Producción
La tortura retratada en el documental se tuvo que reducir de la declarada por los detenidos en beneficio de los actores: según el actor Rizwan Ahmed no eran capaces de aguantar el dolor y los grilletes en sus piernas. Además tampoco podían mantener las posiciones de estrés durante más de una hora. Los tres de Tipton declararon que habían sufrido estas torturas durante más de 8 horas.
El rodaje tuvo lugar en Afganistán, Pakistán e Irán (donde se falsearon las imágenes de la prisión cubana).
Mat Whitecross es el codirector de la obra se ocupó de la mayoría de las entrevistas con los tres de Tipton.

## Lanzamiento
Esta obra se estrenó el 14 de febrero de 2006, durante el 56.º Festival Internacional de cine de Berlín. Se retransmitió el 9 de marzo de este mismo año por el Channel 4 de Reino Unido; y al día siguiente fue lanzada en DVD y por internet. Fue vista por más de un millón y medio de personas. A finales de marzo se compraron los derechos para ser visionada en Estados Unidos.
El impacto de esta obra fue tal que las autoridades de Irán solicitaron que se estrenara en su país, consiguiéndolo en mayo de 2006.

## Recepción
La película, en general, ha sido recibida positivamente por la crítica. No obstante, una facción de los norteamericanos considera que su componente de ficción le resta veracidad. De hecho, el gobierno estadounidense rechazaba un informe de la ONU en el que se solicitaba el cierre definitivo de la cárcel de Guantánamo al mismo tiempo que en la 56.ª edición del Festival Internacional de Cine de Berlín se estrenaba la obra. La Casa Blanca llegó a afirmar que los presos de Guantánamo recibían un trato humano.
El documental invita a reflexionar sobre el incumplimiento de los derechos humanos por parte de países democráticos (sobre todo Estados Unidos e Inglaterra) la tortura, la presunción de inocencia. La película se posiciona a favor de los jóvenes que fueron detenidos por ser considerados injustamente talibanes, torturándoles para hacerles confesar, privándoles de su libertad y sometiéndoles a brutales vejaciones, tanto físicas como verbales.
Otras críticas que han recibido giran en torno a los motivos por los que fueron a Afganistán en ese año, los cuales no quedan claros.
El director del filme, Michael Winterbottom, argumenta que su intención era generar un debate social.

## Entrevista en BBC Five Live
En enero de 2010, en BBC Radio 5 Live , tanto Ruhal Ahmed como Shafiq Rasul confirmaron haber visitado un campo de entrenamiento talibán, pero dijeron que estaban atrapados en la provincia, y "todos fuimos al campo de entrenamiento talibán en muchas ocasiones para averiguar qué estaba sucediendo. Porque eran el gobierno en ese momento .. "
La entrevistadora Victoria Derbyshire observó que Ahmed había admitido que manejaba rifles AK-47. Shafiq Rasul respondió:

Estando en Afganistán, estábamos en esa edad donde ... ver un arma ... nunca habías visto un arma en el Reino Unido ... quieres sostenerla. Quieres ver cómo es. Pero nunca estuvimos allí para hacer ningún entrenamiento. Eso es lo que, eso es lo que estábamos allí. Lo sostuvimos para ver cómo era. Así lo hemos explicado. Pero se ha sacado de contexto, diciendo que "Oh, estos muchachos del Reino Unido, tenían esa edad, el 11 de septiembre acababa de suceder y estaban allí para recibir entrenamiento terrorista". Pero, pero - ese no es el caso. Eso no es lo que pasó.